# Squalius
Squalius è un genere (secondo alcuni autori un sottogenere) di pesci appartenente alla famiglia dei ciprinidi.

## Distribuzione geografica
Le specie di questo genere sono diffuse nella Regione Paleartica occidentale, ad ovest fino alla Penisola Iberica e ad est fino al Caucaso. Molte specie hanno un areale estremamente ridotto in quanto endemiti puntiformi, spesso la loro distribuzione si limita al bacino di un solo fiume o ad un singolo lago.

## Specie
Appartengono a questo genere le seguenti specie:
- Squalius alburnoides
- Squalius albus
- Squalius anatolicus
- Squalius aphipsi
- Squalius aradensis
- Squalius carolitertii
- Squalius castellanus
- Squalius cephaloides
- Squalius cephalus
- Squalius cii
- Squalius illyricus
- Squalius keadicus
- Squalius laietanus
- Squalius lucumonis
- Squalius malacitanus
- Squalius microlepis
- Squalius moreoticus
- Squalius orpheus
- Squalius palaciosi
- Squalius pamvoticus
- Squalius peloponensis
- Squalius prespensis
- Squalius pyrenaicus
- Squalius spurius
- Squalius squalus
- Squalius svallize
- Squalius tenellus
- Squalius torgalensis
- Squalius valentinus
- Squalius vardarensis
- Squalius zrmanjae